# 5 x Kaj
5 x Kaj var en teatergruppe, der var aktiv i 1980'erne. Gruppen bestod af 5 medlemmer, "Overkaj" (Michael Boesen), "Guitar Kaj" (Bertel Abildgaard), "Smukke Kaj" (Peter Bay), "Cool Kaj" (Klavs Bindslev) og "Bløde Kaj" (Peter Hanghøj).
Gruppen blev etableret i 1981 og havde en del optrædener, bl.a. på det daværende teater på Nørrebrogade Københavneren samt i Folkets Park på Nørrebro. Optrædenerne bestod i en blanding af musik, vittigheder og satire. Gruppen indspillede i 1980'erne en række plader, der opnåede en vis succes. 5 x Kaj optrådte i Lone Scherfigs debutfilm Kajs fødselsdag.
I slutningen af 1980'erne ophørte samarbejdet. De enkelte medlemmer fortsatte i andre konstellationer (2 x Kaj, 5 x Far m.v.).

## Diskografi
- Kaj Synger Pop (1984), Sonet
- Sange Og Historier (1985), Sam Records
- Ægte Kærlighed (1987), Harlekin

"Overkaj" og "Guitar kaj" indspillede under navnet 2 x Kaj sangen "Kylling i Karry", der var en pastiche over DR's Bamse og kylling og udsendte i 1990 sangen "Alle Børnene", der satte musik til forskellige børnerim efter skabelonen "Alle børnene...".